# Runeč
Runeč este o localitate din comuna Ormož, Slovenia, cu o populație de 152 de locuitori.